# ウィリアム・H・G・フィッツジェラルド・テニスセンター
ウィリアム・H・G・フィッツジェラルド・テニスセンター（William H.G. FitzGerald Tennis Center）は、アメリカ合衆国ワシントンD.C.のロック・クリーク公園内にあるテニス専用スタジアムである。10面のハードコートと15面のクレイコートがあり、メインスタジアムは7500人の収容人数を誇る。会場は毎年7月下旬に同地で開催されているATP・WTAツアーの一つ、シティ・オープンの開催場所として用いられている。